# Веспасиан Младши
Веспасиан Младши с пълно име вероятно Тит Флавий Веспасиан (на латински: Vespasianus junior; Titus Flavius Vespasianus; * 88, вероятно в Рим; † след май 95) е осиновен син на римския император Домициан, който го определя за свой наследник. Член е на Флавиевата династия.

## Биография
Син е на Свети Тит Флавий Клемент (братовчед на император Домициан и консул през 95 г.) и Света Флавия Домицила, внучката на римския император Веспасиан. Брат е на Домициан Младши и на още пет други, от които двама братя умират много малки.
След смъртта на сина на Домициан през 82 г., поради липса на наследник на трона, през 92 г. Домициан приютява в двореца синовете на Клемент и им назначава за възпитател ретора Квинтилиан. В началото на 95 г. Веспасиан и брат му Домициан са осиновени официално от император Домициан и са определени за негови наследници на трона. Той ги преименува на Веспасиан Младши и Домициан Младши. Не е известно дали двамата получават титлата Цезар.
През май 95 г. бащата на Веспасиан е екзекутиран вероятно заради симпатиите си към християнството. Майка му е заточена на остров Пандатерия (днес Вентотене). След това следите на Веспасиан Младши и брат му се губят. Няколко месеца по-късно император Домициан е убит и вероятно неговите осиновени синове също са наказани с damnatio memoriae.